# Aulnoy-lez-Valenciennes
Aulnoy-lez-Valenciennes är en kommun i departementet Nord i regionen Hauts-de-France i norra Frankrike. Kommunen ligger i kantonen Valenciennes-Sud som tillhör arrondissementet Valenciennes. År 2022 hade Aulnoy-lez-Valenciennes 7 125 invånare.

## Befolkningsutveckling
Antalet invånare i kommunen Aulnoy-lez-Valenciennes
| Referens: INSEE |